# Hasan Ali
Hasan Ali (mort en 1469) dernier souverain de la confédération des Turkmènes Moutons Noirs ou Qara Qoyunlu (Kara Koyunlu) de 1467 à 1469.

## Biographie
Fils de Jîhan Shâh, il est emprisonné par son père à la suite de son attitude équivoque lors de l’expédition du Khorassan en 1458.
Après la défaite et la mort de son père et de son frère Muhammadi le 11 novembre 1467 suivi de la mutilation de son frère Abu Yusuf, lors du conflit avec les turcomans rivaux du Aq  Qoyunlu, il est libéré et nommé souverain de la horde Qara Qoyunlu comme le seul  fils de Jihan Shah encore capable d’exercer le commandement. Hasan Ali se montre inférieur à sa tache. Il sollicite l’aide du Timouride, Abou Said  contre son rival victorieux Uzun Hasan
Le Timouride estime qu’il peut mettre à profit la lutte entre les deux clans Turcomans rivaux pour récupérer l’Iran Occidental et il déclare donc la guerre aux Aq Qoyunlu, traverse l’Irak Adjemî pénètre en Azerbaïdjan et marche sur le Karabagh ou se trouve la résidence d’Uzun Hasan.
Les turcomans s’étant dérobé il décide d’hiverner au Karabagh mais sa marche vers l’Araxe est désastreuse. Bloqué par Uzun Hasan il tente de fuir mais il est capturé le 11 février 1469 et exécuté six jours après.
Son allié mort, Hasan Ali s’estime perdu, se suicide et les domaines des Qara Qoyunlu passent à la horde rivale.

## Source
- E. van Donzel, Bernard Lewis, Charles Pellat, Encyclopédie de l'Islam, G.P Maisonneuve & Larose SA, Paris, 1978, tome IV, p. 610-611.